# 董璜
董 璜（とう こう、? - 初平3年（192年）4月）は、中国後漢時代末期の武将。本貫は涼州隴西郡臨洮県。父は董擢。

## 事績
初平2年（191年）、叔父の董卓が太師の位にまで昇り、後漢の大権を掌握する。一族は揃ってその朝廷に連なり、董璜は侍中・中軍校尉となって、軍を統率した。
同時期、董卓の孫娘で15歳にも至らぬ董白も渭陽君に封爵されたが、董璜はその使者となって彼女に印綬を授けている。
初平3年（192年）4月、董卓が王允・呂布らによって暗殺される。董璜ら一族は郿の地にいたが、部下の反逆に遭い、全員ことごとく殺害された。
羅貫中の小説『三国志演義』でも、史実に準じた立場で登場。董卓政権の一翼を担うが、最期は皇甫嵩によって斬首刑に処される（第9回）。